# Městské opevnění (Lipník nad Bečvou)
Městské opevněni jsou pozůstatky historického opevnění města Lipník nad Bečvou (okres Přerov, Olomoucký kraj), které patří mezi nejzachovalejší městské hradby na Moravě. Nachází se v části Lipník nad Bečvou I-Město a nížině Bečevská brána.

## Historie a popis hradeb
Hradby jsou rozloženy kolem celého historického jádra města. V původní podobě byly pravděpodobně dřevěné a později kamenné. Poslední rekonstrukce proběhla až za Pernštejnů na konci 15. a v 1. třetině 16. století a hradby měly dvě brány - Oseckou (ve směru na Osek nad Bečvou) a Hranickou (ve směru na Hranice). Délka hradeb byla 1,137 km a byly vystavěny ve dvou soustředných okruzích, kde vnější okruh byl doplněn vodním příkopem napájeným z potoka Loučka. Na vnitřním okruhu bylo v pravidelných intervalech postaveno minimálně 13 bašt. Hradby byly roku 1643 pobořeny švédským vojskem včetně obou bran. Roku 1663 bylo město narychlo opevňováno před Turky. Hradby byly naposled opraveny roku 1741. Do 18. století zde byly jen dvě výše zmíněné brány a později byla postavena malá branka (fortna) u kostela a později i u synagogy. Osecká a Hranická brána byly zbořeny roku 1840. Rozvoj měst v 19. století vedl k trendu bourání hradeb. Nicméně, zachovaly se poměrně rozsáhlé úseky vnějších i vnitřních hradeb s množstvím zajímavých detailů z gotiky a renesance a také 7 bašt (2× kruhová bašta, 1× polygonální bašta, 1× věž u fary, 3× půlkruhová bašta). Úseky hradeb jsou poměrně dobře zachované a některé části jsou zase součástí obytných domů. Nejzajímavější úsek hradeb je asi v ulici Neffově, kde jsou dobře patrné zachované oba úseky včetně příkopu. Od roku 1958 jsou hradby památkově chráněny.

## Další informace
Části hradeb jsou celoročně volně přístupné. Rekonstrukce hradebních okruhů průběžně pokračuje.[zdroj?]

## Galerie

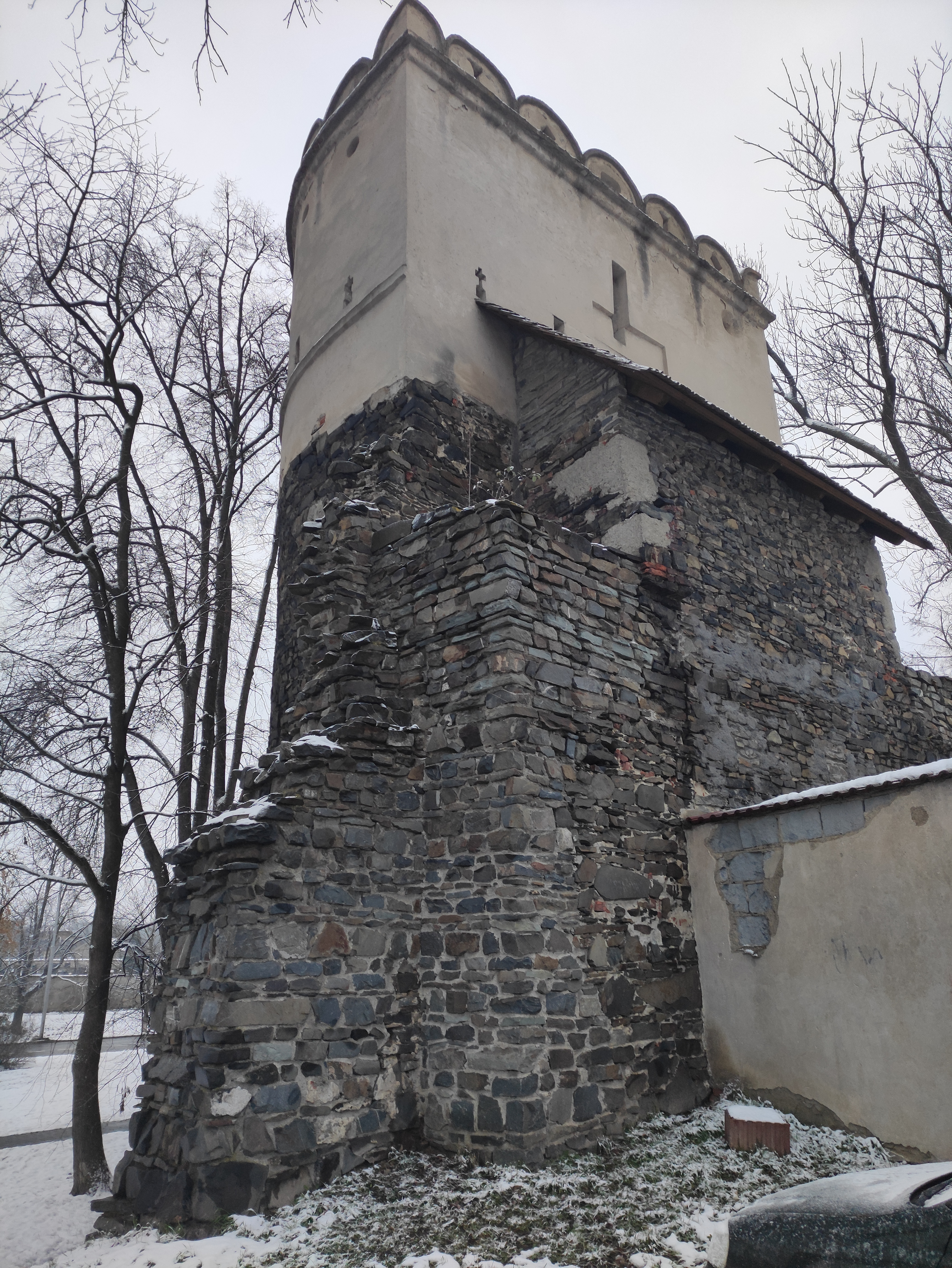
Prosinec 2023
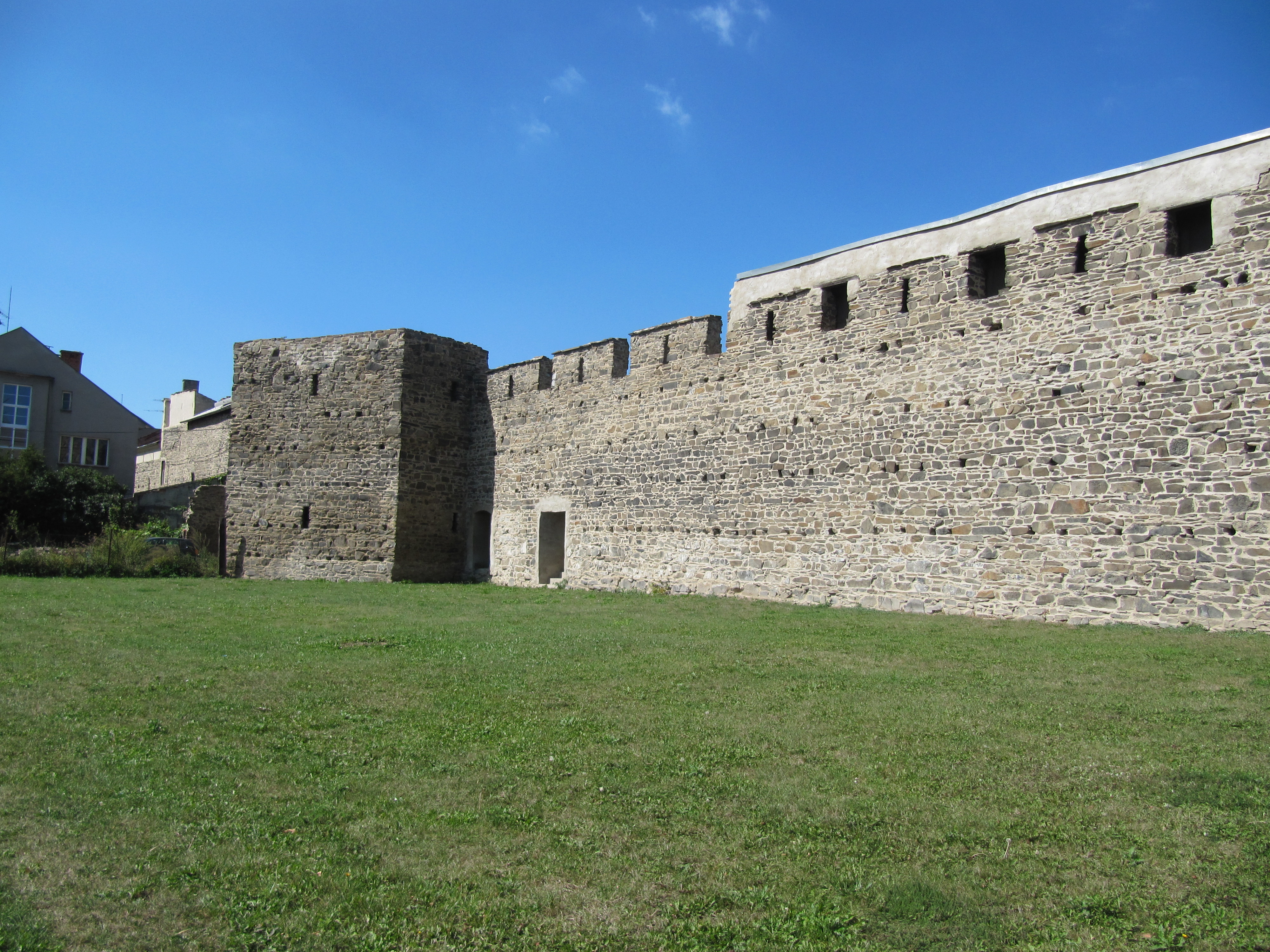
Září 2012
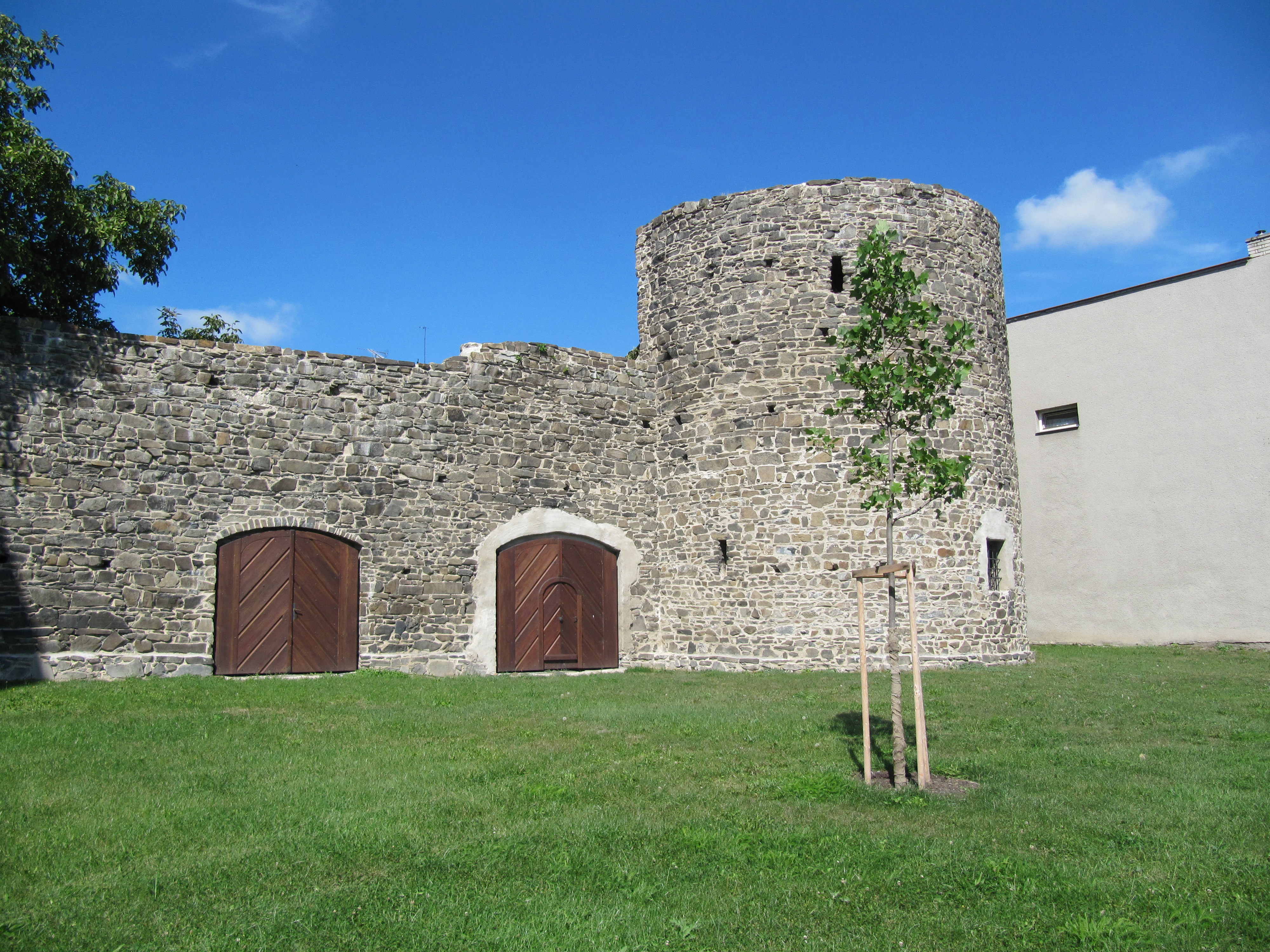
Září 2012